# Sven Nys
Sven Nys (nascido em 17 de junho de 1976, em Bonheiden) é um ciclista profissional belga que atualmente alinha para a equipe Crelan-AA Drink. Competiu nos Jogos Olímpicos de Verão de 2008 e 2012 no ciclismo de montanha, terminando na nona posição em 2008.